# Vaqueiràs
Vaqueiràs (en occità Vaqueiràs, en francès Vacqueyras) és un municipi francès situat al departament de la Valclusa i a la regió de Provença – Alps – Costa Blava.

## Demografia
| 1962                                       | 1968 | 1975 | 1982 | 1990 | 1999  | 2006  |
| ------------------------------------------ | ---- | ---- | ---- | ---- | ----- | ----- |
| 845                                        | 866  | 816  | 883  | 943  | 1.061 | 1.048 |
| Des de 1962: població sense dobles comptes |      |      |      |      |       |       |

## Administració
| Període | Identitat          | Partit |
| ------- | ------------------ | ------ |
| 2001-   | Jean-Marie Gravier |        |

## Personatges lligats al municipi
- Raimbaut de Vaqueiras, trobador del segle xii.